# تناستوم أوشيه
تناستوم أوشيه (باللاتينية: Tanacetum aucheri) نوع نباتي ينتمي إلى جنس التناستوم من الفصيلة النجمية.

## البيئة والانتشار
موطنها بلاد الشام وتركيا.

## مرادفات للاسم العلمي
- (باللاتينية: Pyrethrum tenuilobum Boiss., nom. illeg.)